# Baliracq-Maumusson
Pour les articles homonymes, voir Baliracq et Maumusson.
Baliracq-Maumusson est une commune française, située dans le département des Pyrénées-Atlantiques en région Nouvelle-Aquitaine.

## Géographie

### Localisation
La commune de Baliracq-Maumusson se trouve dans le département des Pyrénées-Atlantiques, en région Nouvelle-Aquitaine.
Elle se situe à 39 km par la route de Pau, préfecture du département, et à 28 km de Serres-Castet, bureau centralisateur du canton des Terres des Luys et Coteaux du Vic-Bilh dont dépend la commune depuis 2015 pour les élections départementales.
La commune fait en outre partie du bassin de vie de Garlin.
Les communes les plus proches sont : 
Garlin (2,1 km), Mascaraàs-Haron (2,6 km), Castetpugon (2,7 km), Ribarrouy (3,0 km), Taron-Sadirac-Viellenave (4,0 km), Moncla (4,4 km), Boueilh-Boueilho-Lasque (4,7 km), Tadousse-Ussau (5,1 km).
Sur le plan historique et culturel, Baliracq-Maumusson fait partie de la province du Béarn, qui fut également un État et qui présente une unité historique et culturelle à laquelle s’oppose une diversité frappante de paysages au relief tourmenté.

### Communes limitrophes
Les communes limitrophes sont  Castetpugon, Garlin, Mascaraàs-Haron et Taron-Sadirac-Viellenave.
| Garlin |                          | Castetpugon     |
|        | Baliracq-Maumusson       | Mascaraàs-Haron |
|        | Taron-Sadirac-Viellenave |                 |

### Hydrographie

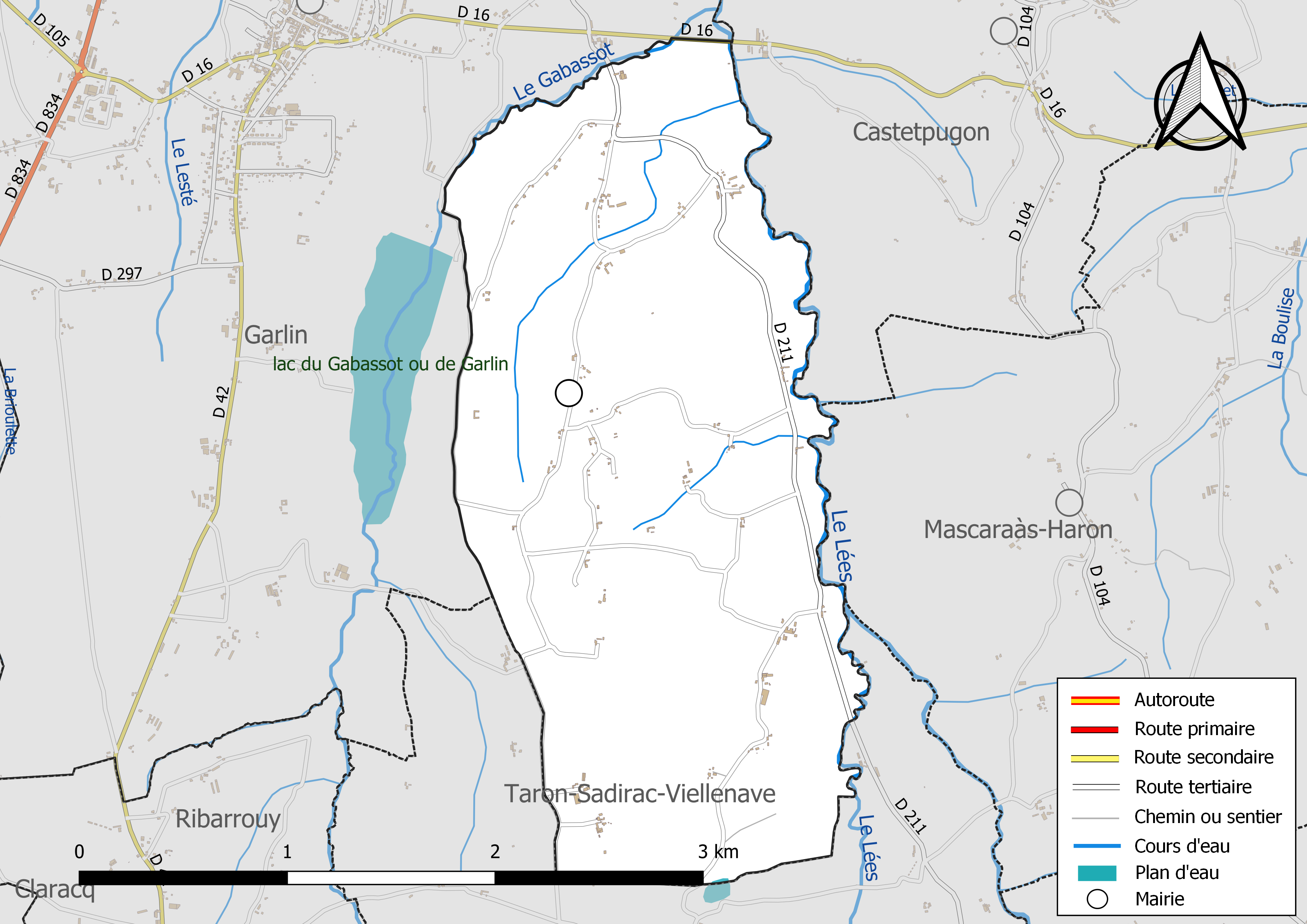
Réseaux hydrographique et routier de Baliracq-Maumusson.

La commune est drainée par le Léès, le Gabassot, le Laas et par divers petits cours d'eau, constituant un réseau hydrographique de 6 km de longueur totale,.
Le Léès, d'une longueur totale de 39 km, prend sa source dans la commune de Sedzère et s'écoule du sud vers le nord. Il longe le territoire communal sur son côté est et en constitue la limite séparative avec Mascaraàs-Haron et Castetpugon, puis se jette dans le Léez à Lannux, après avoir traversé 21 communes.
Le Laas (13,8 km) prend sa source dans la commune de Coslédaà-Lube-Boast et s'écoule vers le nord. Il traverse la commune et se jette dans le Léès en limite sud-est du territoire communal, après avoir traversé 6 communes.
Le Gabassot, d'une longueur totale de 17,4 km, prend sa source dans la commune de Sévignacq et s'écoule vers le nord. Il longe le territoire communal au nord et se jette dans le Léès à Garlin, après avoir traversé 9 communes.

### Climat
Pour des articles plus généraux, voir Climat de la Nouvelle-Aquitaine et Climat des Pyrénées-Atlantiques.
Historiquement, la commune est exposée à un climat océanique aquitain.  
En 2020, Météo-France publie une typologie des climats de la France métropolitaine dans laquelle la commune est dans une zone de transition entre le climat océanique altéré et le climat de montagne et est dans la région climatique Aquitaine, Gascogne, caractérisée par une pluviométrie abondante au printemps, modérée en automne, un faible ensoleillement au printemps, un été chaud (19,5 °C), des vents faibles, des brouillards fréquents en automne et en hiver et des orages fréquents en été (15 à 20 jours).
Pour la période 1971-2000, la température annuelle moyenne est de 13,2 °C, avec une amplitude thermique annuelle de 14,6 °C. Le cumul annuel moyen de précipitations est de 1 097 mm, avec 11,6 jours de précipitations en janvier et 7,9 jours en juillet. Pour la période 1991-2020, la température moyenne annuelle observée sur la station météorologique la plus proche, située sur la commune de Mont-Disse à 9 km à vol d'oiseau, est de 13,9 °C et le cumul annuel moyen de précipitations est de 1 010,8 mm,. Pour l'avenir, les paramètres climatiques de la commune estimés pour 2050 selon différents scénarios d’émission de gaz à effet de serre sont consultables sur un site dédié publié par Météo-France en novembre 2022.

### Milieux naturels et biodiversité
Aucun espace naturel présentant un intérêt patrimonial n'est recensé sur la commune dans l'inventaire national du patrimoine naturel,,.

## Urbanisme

### Typologie
Au 1er janvier 2024, Baliracq-Maumusson est catégorisée commune rurale à habitat très dispersé, selon la nouvelle grille communale de densité à sept niveaux définie par l'Insee en 2022.
Elle est située hors unité urbaine. Par ailleurs la commune fait partie de l'aire d'attraction de Pau, dont elle est une commune de la couronne,. Cette aire, qui regroupe 227 communes, est catégorisée dans les aires de 200 000 à moins de 700 000 habitants,.

### Occupation des sols

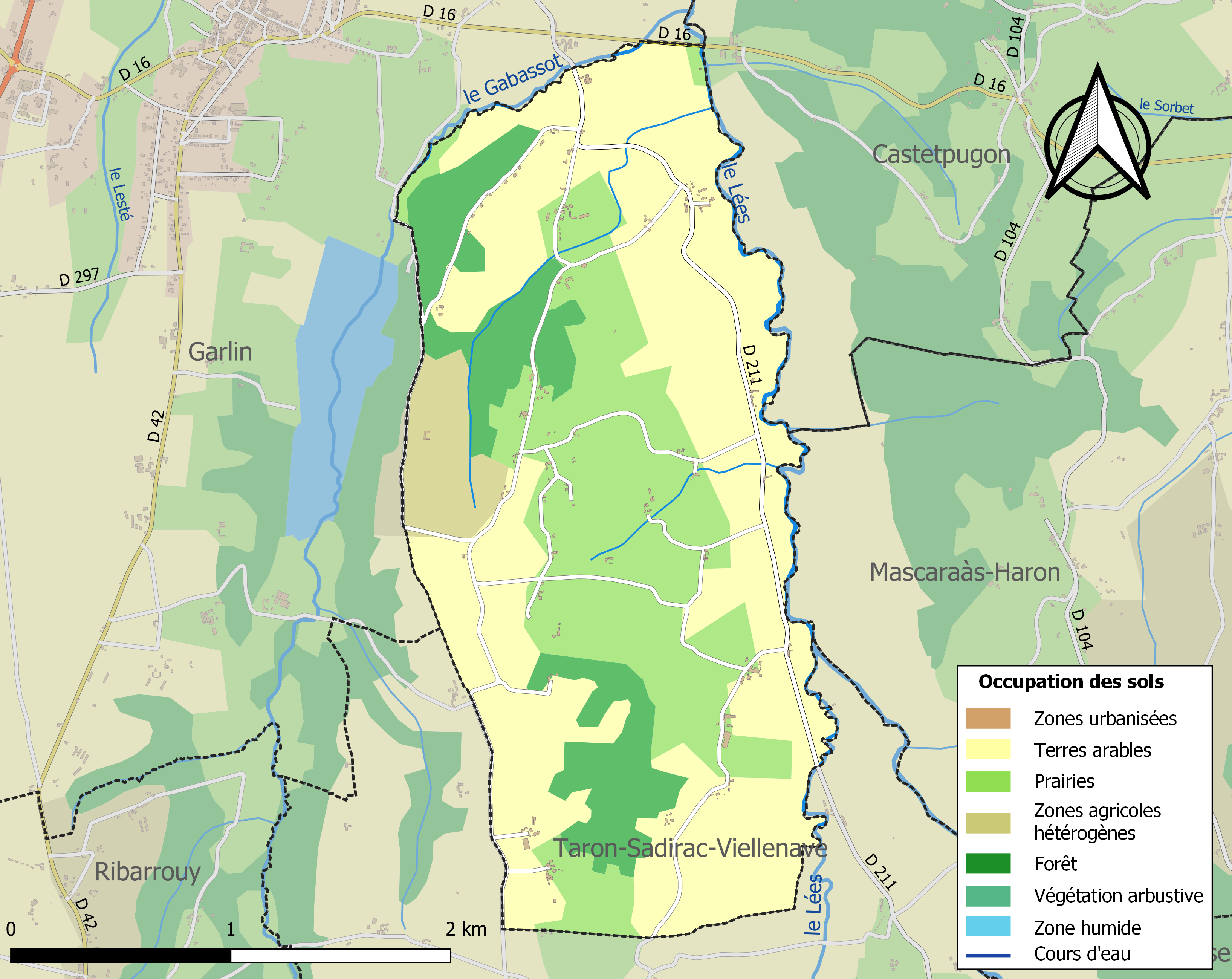
Carte des infrastructures et de l'occupation des sols de la commune en 2018 (CLC).

L'occupation des sols de la commune, telle qu'elle ressort de la base de données européenne d’occupation biophysique des sols Corine Land Cover (CLC), est marquée par l'importance des territoires agricoles (86,9 % en 2018), une proportion identique à celle de 1990 (86,9 %). La répartition détaillée en 2018 est la suivante : 
terres arables (53,4 %), prairies (28,8 %), forêts (13,1 %), zones agricoles hétérogènes (4,6 %). L'évolution de l’occupation des sols de la commune et de ses infrastructures peut être observée sur les différentes représentations cartographiques du territoire : la carte de Cassini (XVIIIe siècle), la carte d'état-major (1820-1866) et les cartes ou photos aériennes de l'IGN pour la période actuelle (1950 à aujourd'hui).

### Lieux-dits et hameaux
- Arnathau[6]
- Baliracq
- Bitaillou[6]
- Bouquehort[25],[6]
- Bourdé[6]
- Campagne[6]
- Castéra[26],[6]
- Crédey[27]
- Florence[28],[6]
- Gayas[6]
- Hau[6]
- Hilletou[6]
- La Hount[6]
- Lafon[6]
- Lanne[6]
- Laroujat[6]
- Lescribau[6]
- Maufinet[6]
- Maumusson
- Miqueu[6]
- Mombet[6]
- Moncade[6]
- Mounicou[6]
- Mourette[6]
- Naba[6]
- Pédeuboscq[6]
- Pédélatour[6]
- Pillou[6]
- Pourrio[6]
- Sansot[29],[6]
- Tardan[30]

### Voies de communication et transports

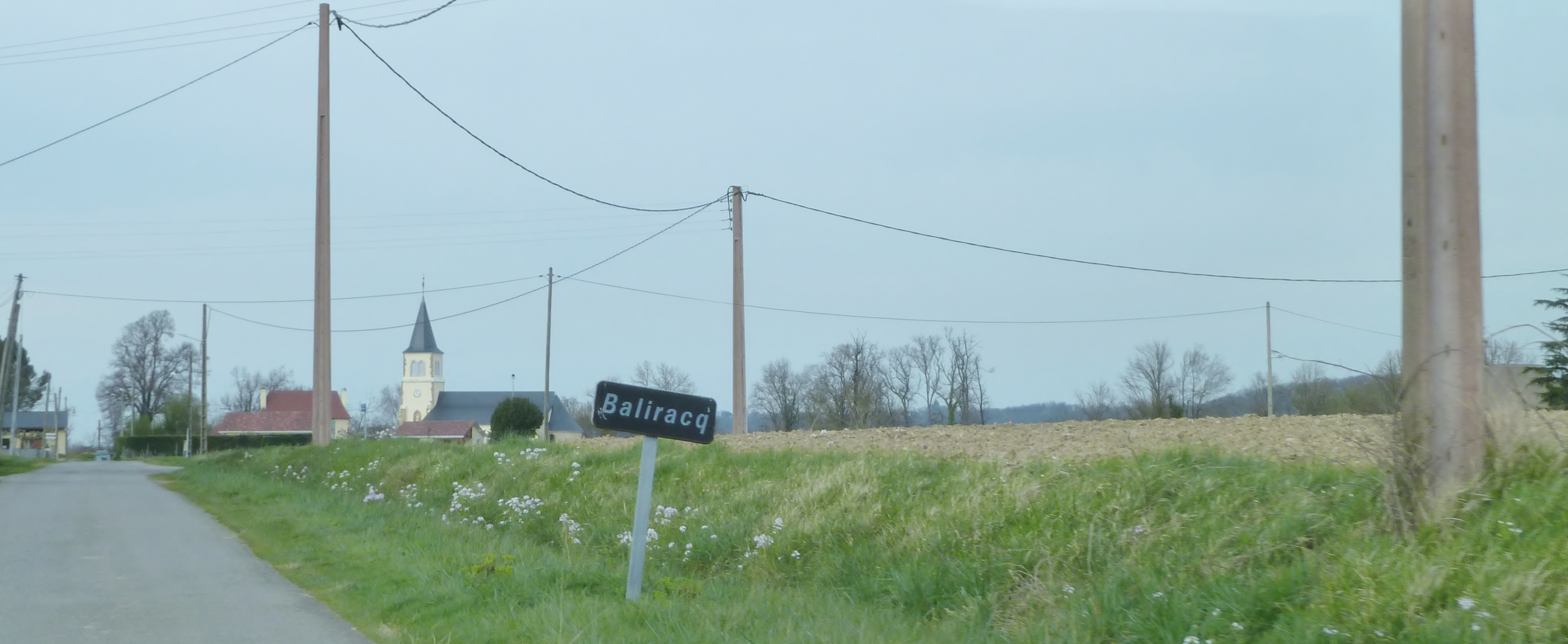
Entrée dans Baliracq.

La commune est desservie par la D211

### Risques majeurs
Le territoire de la commune de Baliracq-Maumusson est vulnérable à différents aléas naturels : météorologiques (tempête, orage, neige, grand froid, canicule ou sécheresse), inondations et séisme (sismicité modérée). Un site publié par le BRGM permet d'évaluer simplement et rapidement les risques d'un bien localisé soit par son adresse soit par le numéro de sa parcelle.
Certaines parties du territoire communal sont susceptibles d’être affectées par le risque d’inondation par une crue à  débordement lent de cours d'eau, notamment le Léès, le Laas et le Gabassot. La commune a été reconnue en état de catastrophe naturelle au titre des dommages causés par les inondations et coulées de boue survenues en 1982, 2009 et 2018,.

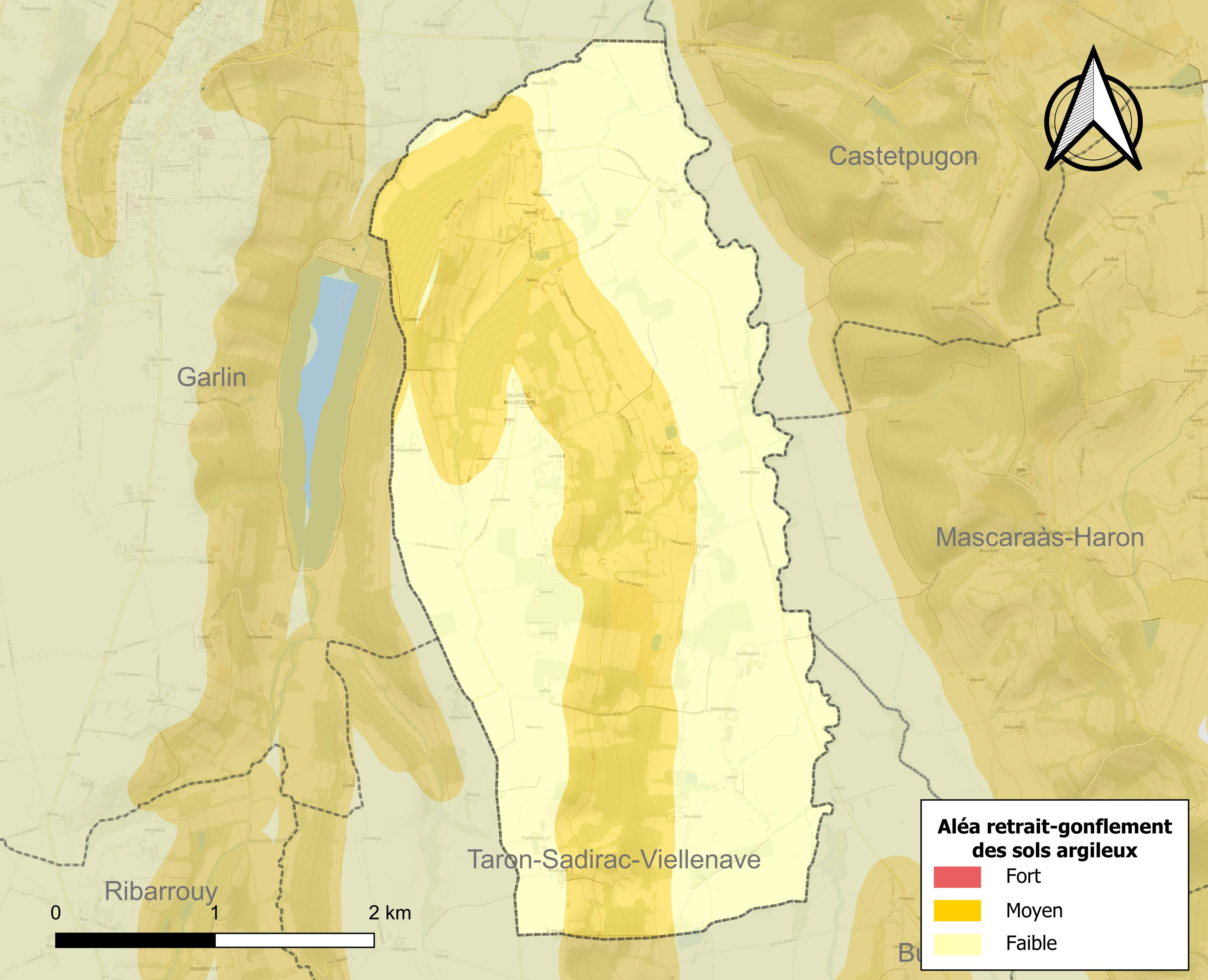
Carte des zones d'aléa retrait-gonflement des sols argileux de Baliracq-Maumusson.

Le retrait-gonflement des sols argileux est susceptible d'engendrer des dommages importants aux bâtiments en cas d’alternance de périodes de sécheresse et de pluie. 42,3 % de la superficie communale est en aléa moyen ou fort (59 % au niveau départemental et 48,5 % au niveau national). Depuis le 1er octobre 2020, en application de la loi ELAN, différentes contraintes s'imposent aux vendeurs, maîtres d'ouvrages ou constructeurs de biens situés dans une zone classée en aléa moyen ou fort,.

## Toponymie
Le toponyme Baliracq apparaît sous les formes 
Saint-Félix de Balirac (Xe siècle, d'après Pierre de Marca), 
Vallirag et Valliracum (vers 1100, cartulaire de Lucq-de-Béarn), 
Balirag (1443, contrats de Carresse), 
’'Baliracq, (XVIIIe siècle, carte de Cassini).
Balirac (1793 ou an II)
Balyrac (1801, Bulletin des lois) et 
Balirac (1863, dictionnaire topographique Béarn-Pays basque).
Selon Michel Grosclaude, le toponyme vient très probablement d’un patronyme latin, Valerus, augmenté du suffixe gallo-romain -acum, pour donner « domaine de Valerus ».
Son nom béarnais est Valirac-Maumusson ou Balirac-Maumussoû.
Le toponyme Maumusson apparaît sous les graphies 
Maumussou (1774, terrier de Baliracq, E 177) et 
Maumusson, (XVIIIe siècle, carte de Cassini).
Michel Grosclaude propose là encore comme origine, un patronyme, gascon cette fois-ci, le sobriquet mau (« mauvais »), allié à mus (« museau ») et augmenté du suffixe -on, qui donne « mal aimable, renfrogné ».
Le toponyme Castéra apparaît sous la forme 
Casterar (1542, réformation de Béarn).

## Histoire
Paul Raymond note que Baliracq était vassal de la vicomté de Béarn.
Baliracq et Maumusson se sont unies en 1828.

## Politique et administration

### Intercommunalité
Baliracq-Maumusson fait partie de six structures intercommunales :
- la Communauté de communes des Luys en Béarn ;
- le SIVU de la voirie de la région de Garlin ;
- le SIVU du Lées et affluents ;
- le syndicat d'énergie des Pyrénées-Atlantiques ;
- le syndicat intercommunal d’alimentation en eau potable Luy - Gabas - Léès ;
- le syndicat intercommunal des cinq rivières.

## Population et société

### Démographie
Le gentilé est Baliracois.
L'évolution du nombre d'habitants est connue à travers les recensements de la population effectués dans la commune depuis 1793. Pour les communes de moins de 10 000 habitants, une enquête de recensement portant sur toute la population est réalisée tous les cinq ans, les populations de référence des années intermédiaires étant quant à elles estimées par interpolation ou extrapolation. Pour la commune, le premier recensement exhaustif entrant dans le cadre du nouveau dispositif a été réalisé en 2005.

En 2022, la commune comptait 117 habitants, en évolution de −6,4 % par rapport à 2016 (Pyrénées-Atlantiques : +3,78 %, France hors Mayotte : +2,11 %).
| 1793 | 1800 | 1806 | 1821 | 1831 | 1836 | 1841 | 1846 | 1851 |
| ---- | ---- | ---- | ---- | ---- | ---- | ---- | ---- | ---- |
| 149  | 193  | 342  | 209  | 410  | 405  | 386  | 411  | 401  |

| 1856 | 1861 | 1866 | 1872 | 1876 | 1881 | 1886 | 1891 | 1896 |
| ---- | ---- | ---- | ---- | ---- | ---- | ---- | ---- | ---- |
| 368  | 341  | 335  | 325  | 323  | 309  | 303  | 267  | 248  |

| 1901 | 1906 | 1911 | 1921 | 1926 | 1931 | 1936 | 1946 | 1954 |
| ---- | ---- | ---- | ---- | ---- | ---- | ---- | ---- | ---- |
| 231  | 256  | 217  | 196  | 188  | 184  | 198  | 183  | 174  |

| 1962 | 1968 | 1975 | 1982 | 1990 | 1999 | 2005 | 2006 | 2010 |
| ---- | ---- | ---- | ---- | ---- | ---- | ---- | ---- | ---- |
| 149  | 123  | 111  | 124  | 113  | 115  | 118  | 120  | 145  |

| 2015 | 2020 | 2022 | - | - | - | - | - | - |
| ---- | ---- | ---- | - | - | - | - | - | - |
| 129  | 120  | 117  | - | - | - | - | - | - |

Les tableaux démographiques ci-dessus ne concernent, avant 1828, que la commune de Baliracq. Avant cette date, Maumusson a connu l'évolution suivante :
| 1793 | 1800 | 1806 | 1821 |
| ---- | ---- | ---- | ---- |
| 132  | 121  | -    | 155  |

## Culture locale et patrimoine

### Patrimoine civil
Au lieu-dit Castéra, la topographie, visiblement modifiée par la main de l'homme, atteste la présence ancienne d'un ensemble fortifié, avec des remblais importants et un chemin de ronde circulaire encore visible. Il pouvait s'agir d'un fort en pieux de bois accolés car aucun vestige en pierre n'a été mis au jour. L'ouvrage pourrait donc dater du Haut Moyen Âge, encore qu'il ne soit pas exclu qu'il s'agisse là des vestiges d'une agglomération préhistorique. Une fortification d'agglomération, tracé circulaire d'un talus, date également de la même époque.
Une demeure de notable, dite château de Milly, datant du XVIIIe siècle se dresse au lieu-dit Maumusson-Florence, alors qu'une autre, dite maison Lafon, datant de la première moitié du XVIIe siècle est visible au lieu-dit Maumusson-Crédey.
La commune présente des fermes et maisons,,,, datant des XVIIe, XVIIIe et XIXe siècles.
Enfin à Baliracq, on peut voir un moulin datant de la fin du XVIIIe siècle.

### Patrimoine religieux
L'église Saint-Pierre possède des vestiges datant des XIe et XIIe siècles. Elle recèle du mobilier (ensemble du maître-autel, un ensemble autel, tabernacle, retable et statues, un autel secondaire, des lambris de revêtement, un fauteuil de célébrant, un bénitier, une chaire à prêcher, un confessionnal, une clôture de chœur et un tabernacle à ailes), des tableaux (un tableau d'autel représentant la remise des clés à saint Pierre et une lithographie représentant un chemin de croix), des statues (deux statues représentant saint Félix et saint Pierre) et des objets (chandeliers,, vase d'autel, encensoir et ostensoir) inscrits à l'Inventaire général du patrimoine culturel.

## Pour approfondir